# Jorge Barrios
Jorge Wálter Barrios Balestrasse (ur. 24 stycznia 1961 w Las Piedras) – urugwajski piłkarz i trener piłkarski. W trakcie kariery zawodniczej występował na pozycji pomocnika.
Rozpoczął swoją karierę w 1977 roku w klubie Montevideo Wanderers. Grał tam przez osiem lat, po czym wyjechał do Grecji i przeszedł do Olympiakosu Pireus. W 1989 roku zmienił barwy klubowe na APO Lewadiakos W dwa lata zagrał tam 113 spotkań i zdobył 6 bramek. W 1992 roku postanowił powrócić do Urugwaju, a konkretniej do klubu CA Peñarol, gdzie spędził jeden sezon. Przez ostatnie siedem lat swojej kariery (1993–2000) Barrios ponownie grał dla Montevideo Wanderers.
W latach 1980–1992 grał dla piłkarskiej reprezentacji Urugwaju. Rozegrał w niej 61 meczów i zdobył cztery bramki. Wystąpił z nią na Mundialu w 1986 roku.
Po zakończeniu kariery zawodniczej Barrios został trenerem. Początkowo prowadził greckie kluby z niższych klas rozgrywkowych takie jak Doxa Drama F.C., Kavala F.C. Później został trenerem AO Ionikos, a obecnie prowadzi cypryjską drużynę - Olympiakos Nikozja